# Сафохин, Анатолий Иванович
Анато́лий Ива́нович Сафо́хин (1928—2001) — русский художник, график, книжный иллюстратор, член Союза художников СССР, участник студии Элия Белютина «Новая реальность». Заслуженный художник Российской Федерации (1997).

## Биография
Рисованием Сафохин интересовался с детства. После школы он поступил в Московский художественный институт им. В. И. Сурикова. Начинал свой творческий путь как график, художник-иллюстратор. Знакомство с Элием Белютиным и его студией «Новая реальность» помогло ему раскрыться как художнику. Сафохин принимал участие в Манежной выставке «Новой реальности» в 1962 году, после которой он покинул студию Белютина. Позже Сафохин выступил лидером художников-единомышленников из «Осенней творческой группы», искусство которых связано с природой Крыма, Гурзуфа, куда Сафохин выезжал писать на все лето.

## Творчество
С 1966 года Сафохин начинает преподавать рисунок на факультете прикладного искусства Московского текстильного института. Это время совпало с его увлечением художниками круга П. Кончаловского, А. Куприна, А. Лентулова и французских мастеров Матисса, Сезанна. Он стремится ввести в свои работы художественные приемы, иногда даже фрагменты картин художников-авангардистов. В работах этого периода Сафохин любуется предметом, стремится создать барельефное пространство.
Со временем работы Сафохина становятся более обобщенными, элементы пейзажа трансформируются в цветовые пятна и плоскости он максимально отдаляется от предметных форм. Его коллеги рассказывают, что он работал особым образом: прежде чем начать писать на больших холстах, Сафохин сначала фиксировал мимолетные впечатления на отдельных маленьких картонках, на которых зарождался цвето-пластический образ будущей картины. Уже потом логически он составлял воедино все этюды, чтобы схваченные на лету эмоции органично легли в основу задуманного произведения. Главным принципом его работы были поиски цвета, но не в самом предмете, а в пространстве.
Умер в 2001 году. Прах захоронен в колумбарии на Даниловском кладбище.

## Выставки
- 1962 г., ноябрь — «Таганская выставка» на Б. Коммунистической улице. Москва.
- 1962 г., декабрь — выставка «30-летие МОСХа» в Манеже. Москва.
- 1989 г. — персональная выставка А. Сафохина в галерее Союза художников на Кузнецком мосту. Москва.
- 1989 г. — выставка трех московских художников А. Сафохин, Т. Шевченко, Г. Купреянов. Выставочный зал Московского Союза художников.
- 1990 г. — выставка художников «осенней творческой группы» в Доме творчества им. Коровина. Гурзуф, Крым.
- 1992 г. — выставка девяти московских художников Н. Антипин, Р. Дмитриев, М. Кончаловский, Ю. Коржевская, Б. Коржевский, А. Лазыкин, Ш. Майсурадзе, М. Никонов, А. Сафохин. Каталог, Москва, 1992.